# ك. ر. راو
ك. ر. راو (بالإنجليزية: K. R. Rao)‏ هو مهندس أمريكي، ولد في 1961.